# Pabré
Pabré è un dipartimento del Burkina Faso classificato come comune, situato nella Provincia  di Kadiogo, facente parte della Regione del Centro.
Il dipartimento si compone del capoluogo e di altri 20 villaggi: Bendatoega, Bidougou, Bigtogo, Bilgo, Dabare, Gaskaye, Goupana, Katabtenga, Koankin, Kodemmtore, Napamboumbou, Nedogo, Pabré Saint Joseph, Sabtenga, Sag-Nioniogo, Sale, Wavougue, Yamba, Zibako e Zouma.